# Montaigne (énekesnő)
Jessica Alyssa Cerro (művésznevén: Montaigne) (Sydney, 1995. augusztus 14. – ) ausztrál énekesnő, dalszerző és zenész. Ő képviselte volna Ausztráliát a 2020-as Eurovíziós Dalfesztiválon, majd képviseli ténylegesen 2021-ben.

## Magánélete
1995-ben született Sydney-ben és a város Hills kerületében nevelkedett. Édesapja Gus Cerro az ausztrál Nemzeti Labdarúgó Liga játékosa volt, valamint játszott a Negeri Sembilan FA és a Pahang FA csapatok tagjaként is Malajziában. Az énekesnő családi háttere argentín, spanyol, filippínó és francia keverékekből áll össze.

## Zenei karrierje
A Triple J ausztrál rádióadó Unearthed High School versenyének döntőse volt 2012-ben Anyone But Me című indie pop dalával. Ebben az időben úgy gondolta először szeretné befejezni a középiskolát és csak utána indítaná útjára karrierjét. Ugyanebben az év novemberében megállapodott az Albert Music-kal és a következő két évben Michael Szumowski keze alatt bontakoztatta ki dalszerzői tehetségét. 
2013-ban elhatározta, hogy felveszi művésznévként a Montaigne nevet. A névválasztásban a 16. századi, Michel de Montaigne, francia esszéíró és filozófus inspirálta. Nem sokkal ezután kezdték el felvenni debütáló stúdióalbumára a dalokat.

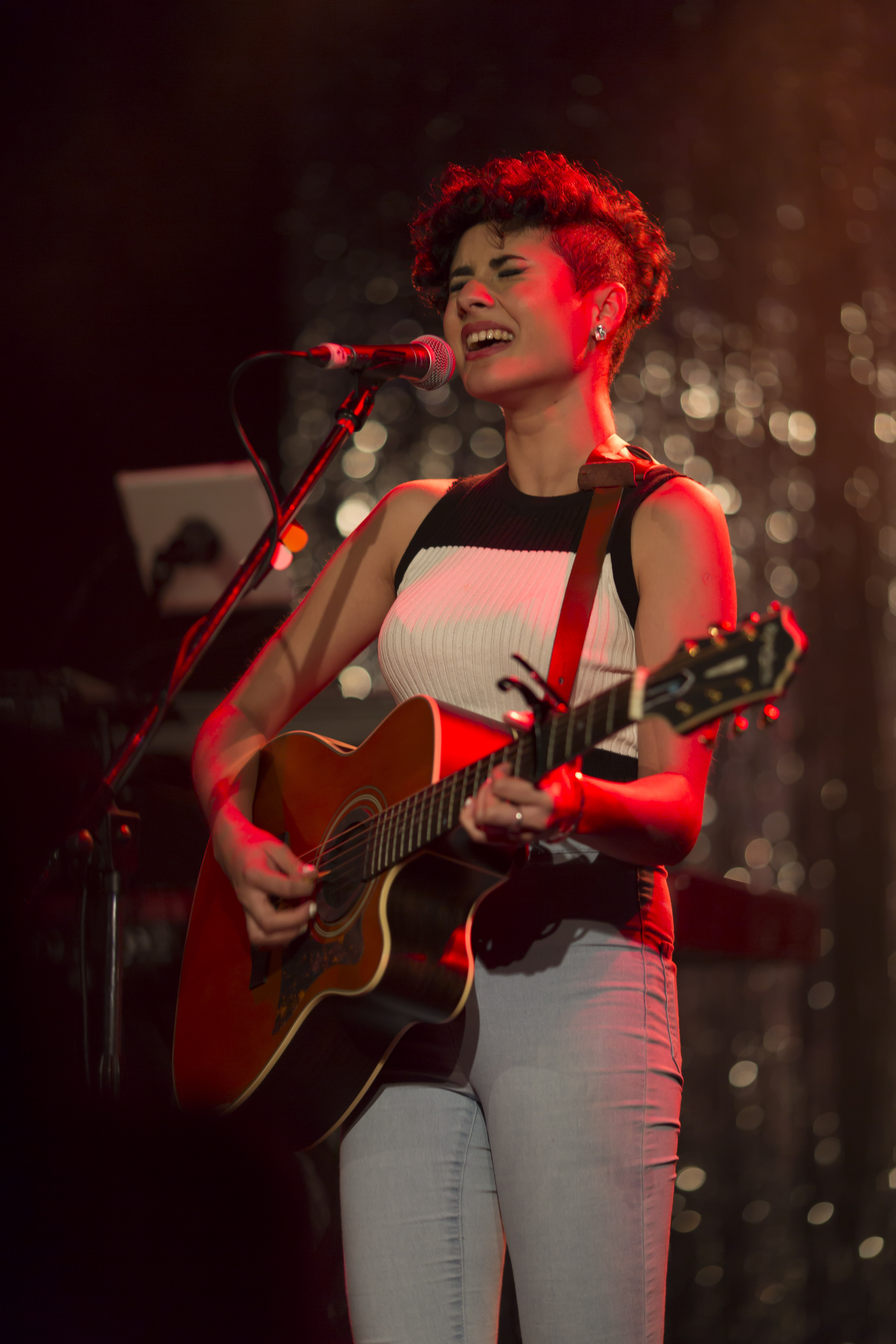
Montaigne 2015-ben

2014-ben kiadta első kislemezét I Am Not an End címmel. Júliusban szerződést kötött a Wonderlick Entertainment kiadóval. November 21-én adta elő egy rádióműsorban az előbb említett dalt, amely mellett a Sia Chandelier című dalát is átdolgozta. A saját dala ebben az évben a 36. legtöbbet játszott dal lett. Ugyanezen a napon adta ki I'm a Fantastic Wreck című dalát, amely megtalálható a Life of Montaigne lemezen. A dal számos rádiókban felkapott lett, és például a sydneyi FBi Rádióban a nyolcadik leghallgatottabb dal lett az évben.
2014 novemberében Montaigne-t választotta a San Cisco zenekar turnéjuk előtti fellépőnek, majd rövidesen Megan Washington is. Első önálló turnéját 2015 februárjában kezdte meg, amelyben meglátogatta Brisbane, Sydney, Melbourne és Perth városát. Augusztusban Clip My Wings dalát adta ki, amely az első dal volt a debütáló nagylemezéről. 2016 januárjában jelent meg az In the Dark című dala, amely szintén ugyanezen az albumon foglal helyet. A dal megjelenésével együtt jelentette be következő turnéját. A dal videoklipje márciusban jelent meg. A következő hónapban közreműködött a Hilltop Hoods 1955 című dalában, amelyik az ausztrál slágerlisták második helyezettje lett. Júniusban mutatta be harmadik dalát az albumról Because I Love You címmel, ami a 98. helyet érte el az ARIA Singles Chart-on, így az énekesnő először jelent meg ezen a slágerlistán. Az album végül 2016. augusztus 5-én jelent meg Glorious Heights címen. Ebben az évben, novemberben megnyerte az ARIA Díjátadó műsorban a feltörekvő előadóknak járó díjat.
2017. május 4-én együttműködött Akouoval, a Feel That című dalban, majd 2018-ban a The Best Freestylers in the Worldben, amelyet Aunty Donnával közösen énekeltek.
2018 novemberében kiadta a For Your Love című dalt, amely a második albumán szerepel a Ready és a Love Might Be Found (Volcano) című dalokkal amelyek a nyár folyamán jelentek meg. Az album a Complex nevet viseli és 2019. augusztus 30-án jelent meg és egyből a 19. helyen debütált az ARIA listáján. 2019. december 5-én az ausztrál műsorsugárzó bejelentette, hogy Montaigne is bekerült a következő évi Eurovision: Australia Decides nemzeti döntő tíz előadója közé, akikkel az Eurovíziós Dalfesztiválra való kijutásért küzdhet. Versenydala a Don't Break Me arról a szakítás előtti állapotról szól egy kapcsolatban, illetve azt közli, hogy elég volt ebből számára és nem kér többet belőle. A 2020. február 8-án tartott ausztrál döntőben végül a zsűri 54 ponttal az első helyre, a nézők pedig 53 ponttal a második helyre szavazták, így összesítésben 107 ponttal megnyerte a dalválasztót és ő képviselhette volna Ausztráliát Rotterdamban. A dalt az előzetes sorsolás alapján először a május 12-i első elődöntő első felében adták volna elő, azonban március 18-án az Európai Műsorsugárzók Uniója bejelentette, hogy 2020-ban nem tudják megrendezni a versenyt a COVID–19-koronavírus-világjárvány miatt. Az ausztrál műsorsugárzó jóvoltából az énekesnő lehetőséget kapott az ország képviseletére a következő évben egy új versenydallal. A dalt március 4-én-én mutatták be, melynek címe Technicolour.

## Diszkográfia

### Stúdióalbumok
- Life of Montaigne (2014)
- Glorious Heights (2017)
- Complex (2019)

### Kislemezek
- I Am Not an End (2014)
- I'm a Fantastic Wreck (2014)
- Clip My Wings (2015)
- In the Dark (2016)
- Because I Love You (2016)
- For Your Love (2018)
- Ready (2019)
- Love Might Be Found (Volcano) (2019)
- Don’t Break Me (2020)
- Technicolour (2021)

### Közreműködések
- 1995 (2016, Hilltop Hoods & and Tom Thum)
- Feel That (2017, Akouo)
- Best Freestylers in the World (2018, Aunty Donna)